# Mo Cowan
Mo Cowan (Yadkinville, 1969. április 4. –) az Amerikai Egyesült Államok szenátora (Massachusetts, 2013).